# Eupithecia strigata
Eupithecia strigata là một loài bướm đêm trong họ Geometridae.